# 邦德角

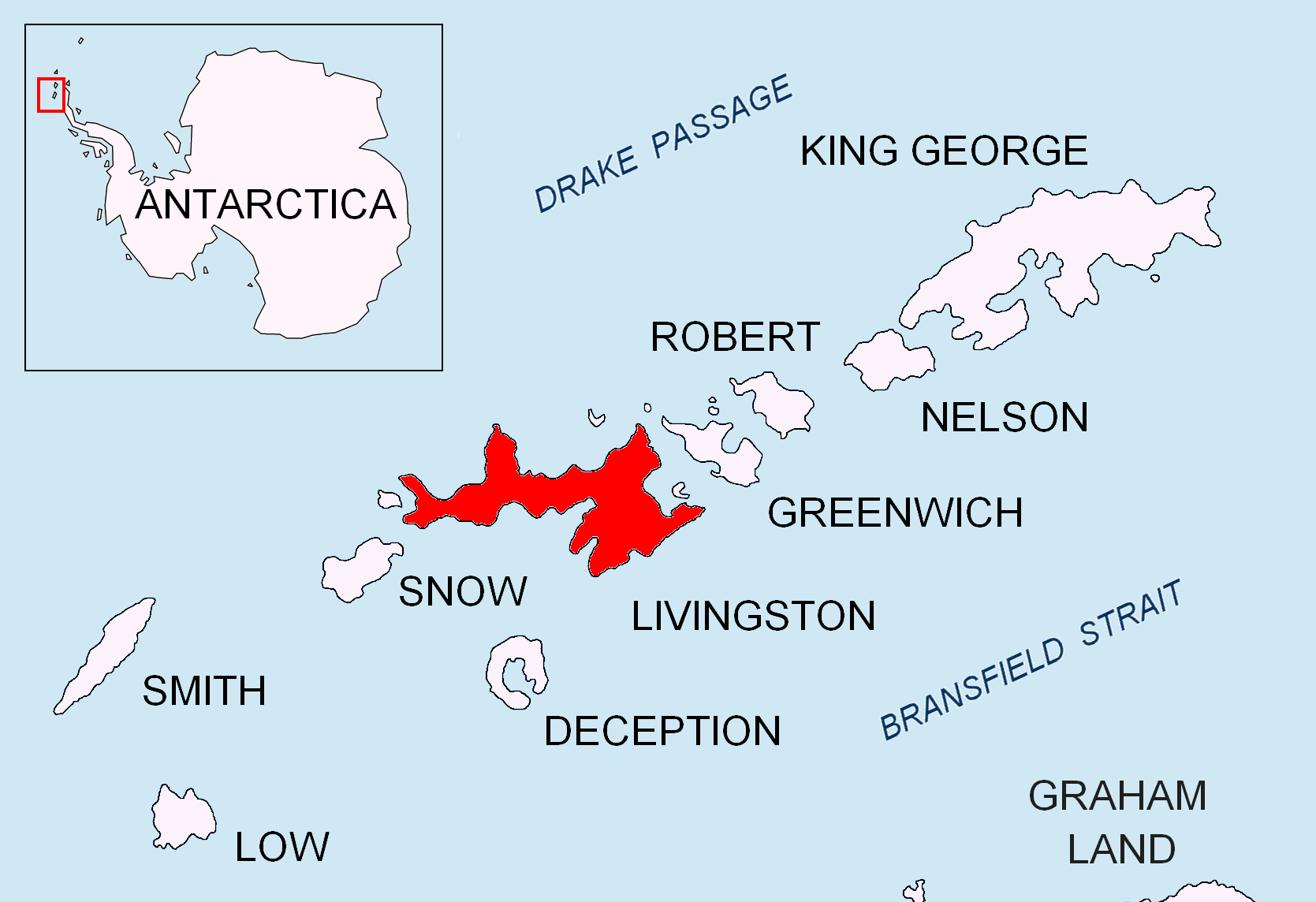

邦德角（英語：Bond Point）是南極洲的海岬，位於南設得蘭群島的利文斯頓島西部，處於象角東北面3.1公里和漢娜角西南面10.27公里。

## 外部連結
- Composite Antarctic Gazetteer （页面存档备份，存于）.